# Erigorgus melanobatus
Erigorgus melanobatus là một loài tò vò trong họ Ichneumonidae.